# Siliștea (Constanța megye)
Siliștea község Constanța megyében, Dobrudzsában, Romániában. A hozzá tartozó település Țepeș Vodă.

## Fekvése
A település az ország délkeleti részén található, Konstancától ötvenöt kilométerre északnyugatra, a legközelebbi várostól, Medgidiától tizenkilenc kilométerre, ugyancsak északnyugatra.

## Története
Régi török neve Taşpinar, románul Taşpunor vagy Taşpunar.

## Lakossága
A nemzetiségi megoszlás a következő:
| 2002     | 2002 | 2002   |
| -------- | ---- | ------ |
| Románok  | 1409 | 96,37% |
| Tatárok  | 53   | 3,62%  |
| Összesen | 1462 | 100,0% |